# Alessandro Zanardi
Alessandro „Alex“ Zanardi (* 23. října 1966, Bologna, Itálie) je italský automobilový závodník, bývalý pilot Formule 1 a celkem čtyřnásobný paralympijský vítěz z Letních paralympijských her v Londýně 2012 a v Riu 2016.
Mezi lety 1991 až 1999 odjel ve Formuli 41 velkých cen za týmy Jordan, Minardi, Lotus a Williams. V roce 2001 absolvoval v americké sérii CART na německém okruhu Lausitzring těžkou nehodu a musely mu být amputovány obě dolní končetiny. Od roku 2005 opět pokračuje ve své automobilové kariéře, účastnil se za automobilku BMW mistrovství světa cestovních automobilů (WTCC).

## Kariéra

### Před Formulí 1
Ve třinácti letech začal závodit na motokárách. V letech 1988 – 1991 jezdil italskou sérii Formule 3. V roce 1991 přestoupil do Formule 3000 spolu se svým týmem Il Barone Rampante team, zvítězil hned při svém debutu, dohromady vyhrál dva závody a v celkovém pořadí skončil druhý.

### Formule 1
Díky skvělým výsledků ve Formuli 3000 si jej vybral do svého týmu Eddie Jordan, a tak Ital debutoval při Grand Prix Španělska 1991 devátým místem. Pro sezonu 1992 odešel ze stáje Jordan do italského týmu Minardi, kde odjel tři velké ceny a ze dvou z nich byl diskvalifikován. V roce 1993 opět změnil tým, přestoupil do stáje Lotus, kde při své první sezoně u této anglické legendy motorsportu získal svůj první a jak se později ukázalo také poslední bod ve Formuli 1, stalo se tak při Grand Prix Brazílie 1993, kde dojel na 6. místě. Celkově odjel 12 velkých cen a skončil na 20. místě, na konci sezony ho vystřídal Pedro Lamy, se kterým se střídal i během sezony 1994, kdy odjel 10 závodů a zůstal bez bodu. Na konci sezony 1994 skončil i tým Lotus a Zanardi se musel s F1 na 5 let rozloučit.
Po úspěších v USA jej angažoval tým Sira Franka Williamse, kde startoval po boku Ralfa Schumachera, naděje do něj vkládané ovšem neproměnil, Němec jej jednoznačně porážel, Zanardi nedokázal v sezoně 1999 ani jednou bodovat a jeho nejlepším umístěním bylo sedmé místo při domácí Grand Prix Itálie 1999.
V roce 2006 mu tým BMW Sauber umožnil se ještě jednou svézt v monopostu F1.

### Mimo Formuli 1
Rok 1995 strávil v závodech sportovních vozů. Pro sezonu 1996 odešel do Spojených států, kde startoval v Champ Car. Zvítězil ve třech závodech a celkově skončil na třetí pozici. V letech 1997 – 1998 se stal dvojnásobným vítězem této série.
Po definitivním opuštění Formule 1 se vrátil do Spojených států, ale přes své dřívější úspěchy byl nucen pro rok 2000 zůstat pouhým testovacím jezdcem. Jako závodní pilot se vrátil v roce 2001, kde během jediného evropského závodu na okruhu Lausitzring těžce havaroval a po transportu do nemocnice mu byly amputovány obě nohy.
Zanardi se ovšem nevzdal, během čtyř let mimo závodní okruhy tvrdě trénoval a spolu s týmem BMW našel způsob, jak se vrátit do prostředí automobilových závodů, když mu na míru přestavěli závodní auto tak, že rukou může přidávat plyn a protézou pravé nohy brzdit. Od roku 2005 závodí ve WTCC, během čtyř sezon vyhrál 4 závody, z toho dva na Masarykově okruhu v Brně. Jeho nejlepším celkovým umístěním byla 10. pozice z roku 2005.
V roce 2012 se zúčastnil paralympijských her v Londýně a získal dvě zlaté medaile, což zopakoval o čtyři roky později v Riu.

## Kompletní výsledky ve Formuli 1
| Legenda k tabulce | Legenda k tabulce                                                                       |
| Barva             | Výsledek                                                                                |
| ----------------- | --------------------------------------------------------------------------------------- |
| Zlatá             | Vítěz                                                                                   |
| Stříbrná          | 2. místo                                                                                |
| Bronzová          | 3. místo                                                                                |
| Zelená            | Bodované umístění                                                                       |
| Modrá             | Nebodované umístění                                                                     |
| Modrá             | Dokončil neklasifikován (NC)                                                            |
| Fialová           | Odstoupil (Ret)                                                                         |
| Červená           | Nekvalifikoval se (DNQ)                                                                 |
| Červená           | Nepředkvalifikoval se (DNPQ)                                                            |
| Černá             | Diskvalifikován (DSQ)                                                                   |
| Bílá              | Nestartoval (DNS)                                                                       |
| Bílá              | Závod zrušen (C)                                                                        |
| Světle modrá      | Pouze trénoval (PO)                                                                     |
| Světle modrá      | Páteční testovací jezdec (TD)                                                           |
| Bez barvy         | Netrénoval (DNP)                                                                        |
| Bez barvy         | Vyřazen (EX)                                                                            |
| Bez barvy         | Nepřijel (DNA)                                                                          |
| Bez barvy         | Odvolal účast (WD)                                                                      |
| Bez barvy         | Nezúčastnil se (prázdné)                                                                |
| Označení          | Význam                                                                                  |
| Tučnost           | Pole position                                                                           |
| Kurzíva           | Nejrychlejší kolo                                                                       |
| †                 | Jezdec nedojel do cíle, ale byl klasifikován, protože odjel více než 90 % délky závodu. |
| ‡                 | Byl udělován poloviční počet bodů, protože bylo odjeto méně než 75 % délky závodu.      |
| Horní index       | Umístění bodujících jezdců ve sprintu                                                   |

| Rok  | Tým               | Šasi          | Motor           | 1       | 2       | 3      | 4       | 5       | 6       | 7       | 8       | 9       | 10      | 11      | 12      | 13    | 14      | 15      | 16      | Umístění  | Body |
| ---- | ----------------- | ------------- | --------------- | ------- | ------- | ------ | ------- | ------- | ------- | ------- | ------- | ------- | ------- | ------- | ------- | ----- | ------- | ------- | ------- | --------- | ---- |
| 1991 | Team 7UP Jordan   | Jordan 191    | Ford V8         | USA     | BRA     | SMR    | MON     | CAN     | MEX     | FRA     | GBR     | GER     | HUN     | BEL     | ITA     | POR   | ESP 9   | JPN Ret | AUS 9   | -         | 0    |
| 1992 | Minardi Team      | Minardi M192  | Lamborghini V12 | RSA     | MEX     | BRA    | ESP     | SMR     | MON     | CAN     | FRA     | GBR DNQ | GER Ret | HUN DNQ | BEL     | ITA   | POR     | JPN     | AUS     | -         | 0    |
| 1993 | Team Lotus        | Lotus 107B    | Ford V8         | RSA Ret | BRA 6   | EUR 8  | SMR Ret | ESP 14  | MON 7   | CAN 11  | FRA Ret | GBR Ret | GER Ret | HUN Ret | BEL DNS | ITA   | POR     | JPN     | AUS     | 20. místo | 1    |
| 1994 | Team Lotus        | Lotus 107C    | Mugen Honda V10 | BRA     | PAC     | SMR    | MON     | ESP 9   | CAN 15  |         |         |         |         |         |         |       |         |         |         | -         | 0    |
| 1994 | Team Lotus        | Lotus 109     | Mugen Honda V10 |         |         |        |         |         |         | FRA Ret | GBR Ret | GER Ret | HUN 13  | BEL     | ITA Ret | POR   | EUR 16  | JPN 13  | AUS Ret | -         | 0    |
| 1999 | Winfield Williams | Williams FW21 | Supertec V10    | AUS Ret | BRA Ret | SMR 11 | MON 8   | SPA Ret | CAN Ret | FRA Ret | GBR 11  | AUT Ret | GER Ret | HUN Ret | BEL 8   | ITA 7 | EUR Ret | MAL 10  | JPN Ret | -         | 0    |